# Jacques-Nicolas Bellin
Jacques-Nicolas Bellin (Paris, 1703-Versailles, 21 de marzo de 1772) fue un geógrafo y cartógrafo francés.

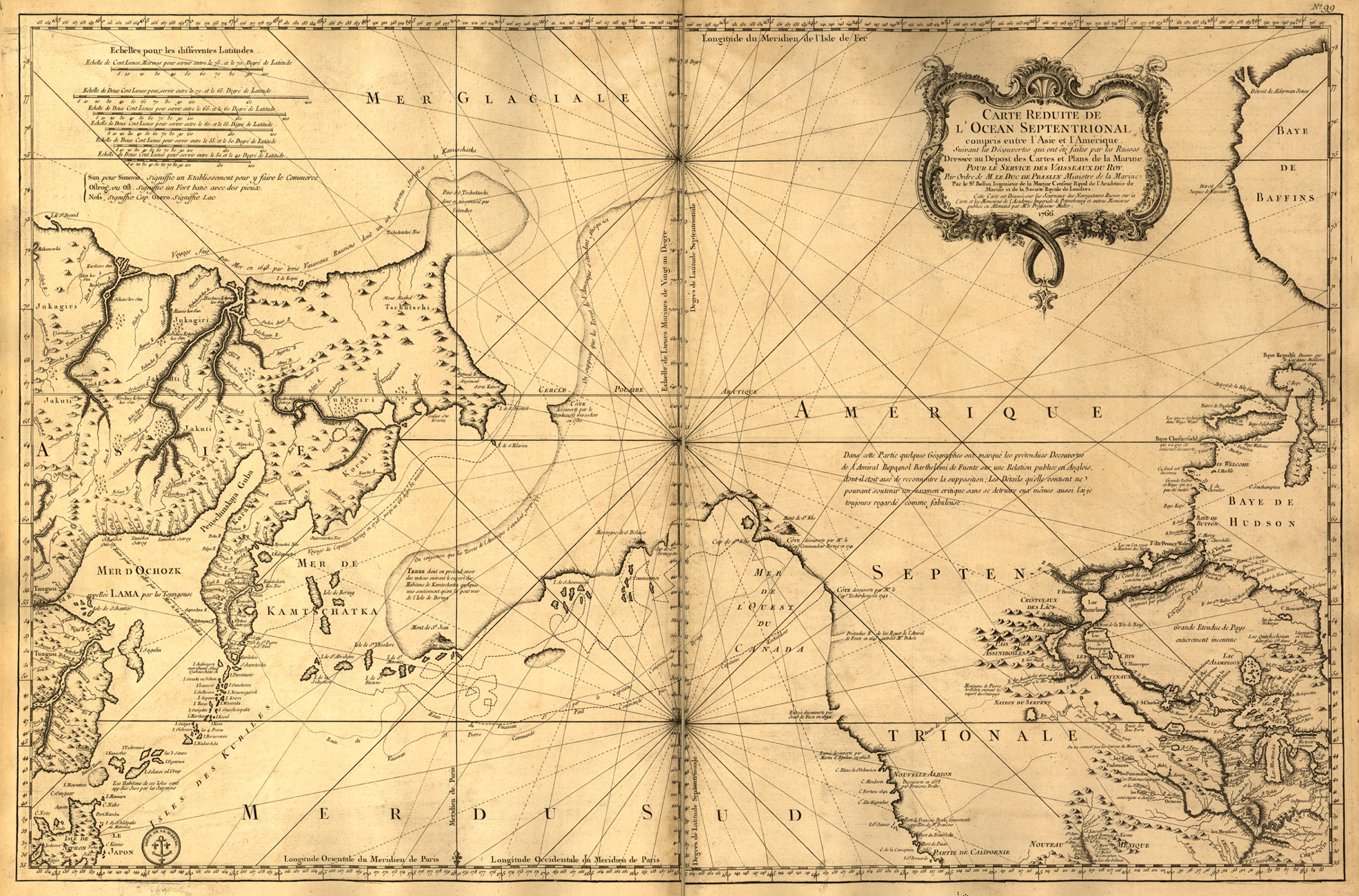
Mapa simplificado del Océano Septentrional ..., de Bellin, L’hydrographie françoise, París 1766

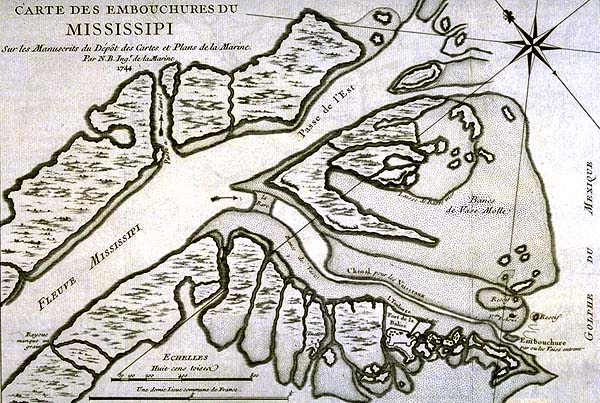
Mapa de Misisipi en los Manuscrits du Dépôt des Cartes et Plans de la Marine

Fue hidrógrafo en la Oficina Hidrográfica francesa, fue miembro de la Académie de Marine y de la Royal Society de Londres. Durante sus más de 50 años de carrera, produjo un gran número de mapas de particular interés para el Ministerio de la Marina francés. Sus mapas de Canadá y de los territorios franceses de América del Norte (Nueva Francia, Acadia, Luisiana) son particularmente valiosos. Murió en Versalles.

## Primer "Ingenieur de la Marine"
En 1721, a la edad de 18 años, fue nombrado hidrógrafo (cartógrafo jefe) de la Marina Militar francesa. En agosto del 1741, se convierte en el primer Ingénieur de la Marine del Depósito de mapas y planos de la Marina (la oficina hidrográfica francesa) y fue nombrado oficial hidrógrafico del rey de Francia.

## Alto estándar de excelencia
Bellin produjo una considerable cantidad de gráficos y mapas, entre los cuales es destacable un gran mapa del mar de Francia llamado Neptune François. Produjo además una serie de atlas de mares de todo el mundo, por ejemplo, el Maritime Atlas y la Française hidrografique. Estos mapas ganaron fama y respeto en toda Europa como muestra el que fueron reeditados durante todo el siglo XVIII y también el siglo XIX.
Produjo también mapas de formato más pequeño como el Petit Atlas Maritime 1764 (5 vol.) que contiene 580 miniaturas finamente detalladas.
Estableció además un estándar muy elevado en cuanto a la exactitud en la terminación y haciendo ganar así a Francia un papel de primer plano en la cartografía y geografía europeas. Muchos de sus mapas fueron copiados por otros cartógrafos europeos.

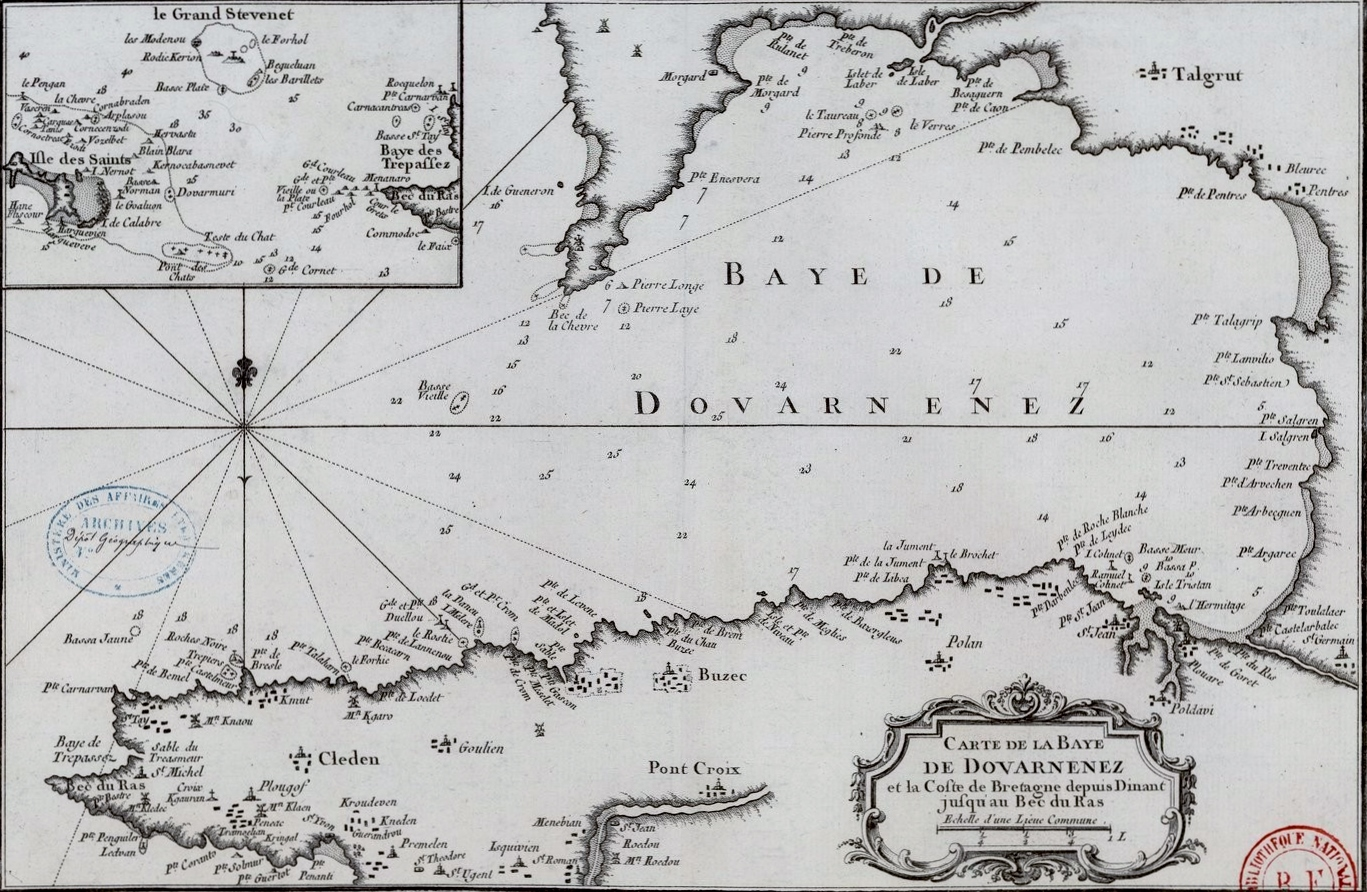
Mapa de la Bahía de Douarnenez, de Jacques-Nicolas Bellin, 1764)

## Obras publicadas
Obras publicadas en vida:
- Hydrographie française (1753)
- Carte de l'Amérique septentrionale] (Mapa de América del norte) (1755)[1]
- Le petit Atlas François. Recueil de Cartes et Plans des quatre parties du Monde (1758)
- Petit Atlas Maritime (1764)
- Nouvelle méthode pour apprendre la géographie (1769)
- Description géographique du golfe de Venise et de la Morée (1771)

## Enlaces externos

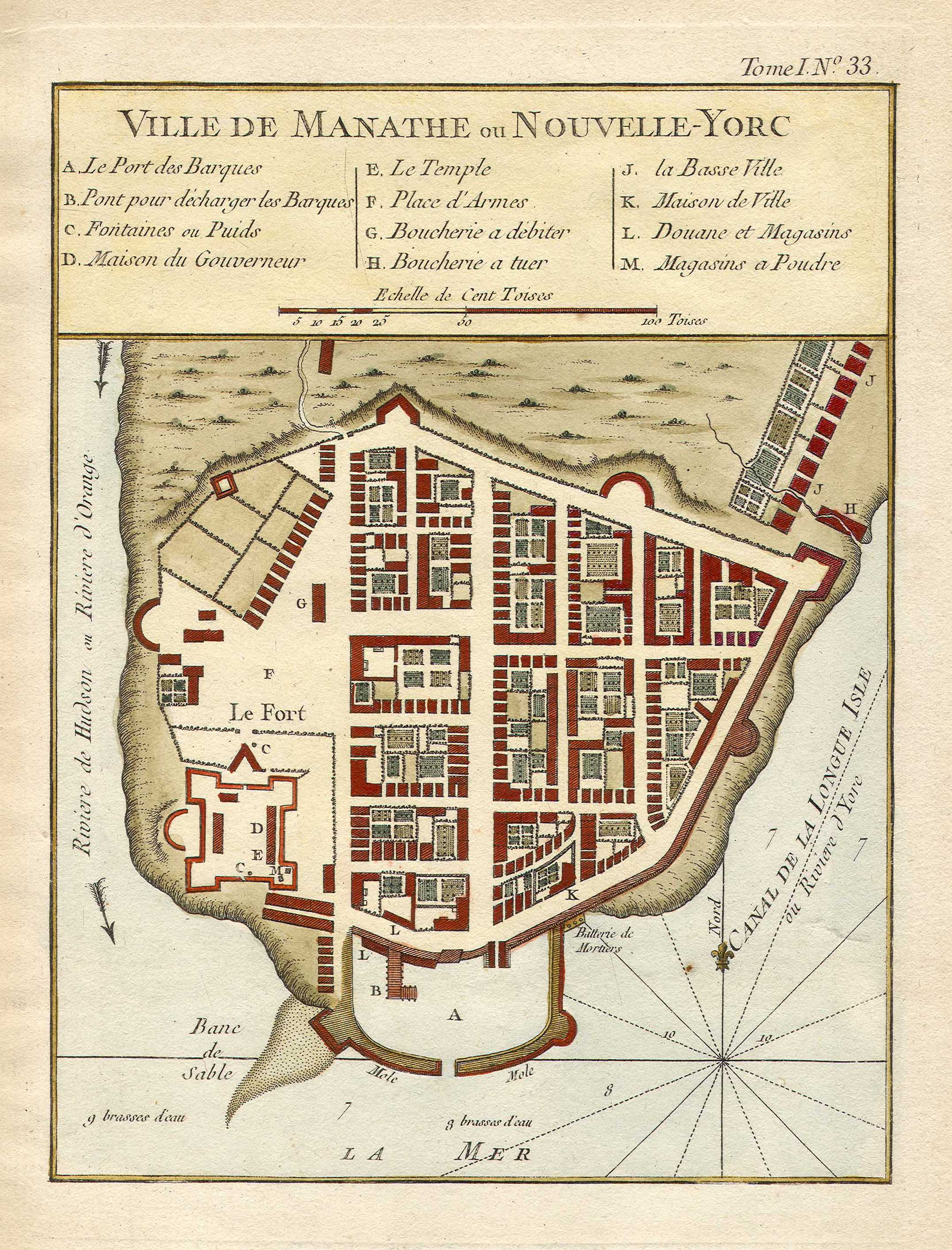
Mapa de Manathe ou Nouvelle Yorc, de 1763, de Bellin